# Epidendrum milenae
Epidendrum milenae är en orkidéart som beskrevs av Dodson och Roberto Vásquez. Epidendrum milenae ingår i släktet Epidendrum och familjen orkidéer. Inga underarter finns listade i Catalogue of Life.